# محمود الزهار
محمود خالد الزهار (ولد في 1945)، طبيب وسياسي فلسطيني، وأحد أبرز قادة حركة حماس، وعضو القيادة السياسية في الحركة، ووزير الخارجية في الحكومة الفلسطينية العاشرة (حكومة إسماعيل هنية) التي شكلت في مارس 2006، بعد فوز حركة حماس في الانتخابات. سُجن في سجون الاحتلال الإسرائيلي وفي سجون السلطة الفلسطينية، وأبعد لمرج الزهور، وتعرض لعدة محاولات لاغتياله.

## النشأة والتعليم
ولد في مدينة غزة في حي الزيتون، والده فلسطيني، ووالدته مصرية. عاش فترة طفولته الأولى في مدينة الإسماعيلية بمصر. متزوج ولديه سبعة أبناء، أربعة ذكور، وثلاث إناث. اثنان من أبنائه شهداء، ويسكن حي الزيتون.
تلقى تعليمه الابتدائي والإعدادي والثانوي في غزة، وحصل على البكالوريس في الطب من جامعة عين شمس في القاهرة، عام 1971م.
ثم حصل على الماجستير في الجراحة العامة والغدة الدرقية، عام 1976م.

## عمل
- عمل منذ تخرّجه طبيبًا في مستشفيات غزة وخان يونس، إلى أن تم فصله من قبل سلطات الاحتلال الإسرائيلي بسبب مواقفه السياسية.
- عمل رئيساً لقسم التمريض ومحاضراً في الجامعة الإسلامية بغزة التي كان أحد أبرز مؤسسيها.
- تولى رئاسة الجمعية الطبية في قطاع غزة خلال الفترة من عام 1981–1985.
- يرأس مجلس إدارة مركز النور للدراسات والبحوث في قطاع غزة.

## مشواره السياسي
محمود الزهار عضو القيادة السياسية لحركة حماس في قطاع غزة، واختير كوزير خارجية في الحكومة الفلسطينية العاشرة (حكومة حماس) برئاسة إسماعيل هنية وقام بجولة خارجية وحيدة منذ توليه مهام عمله ثم بقي كذلك حتى تولي حكومة الوحدة الوطنية الأعمال في غزة عام 2014.
في 12 مارس 2016م ترأس وفدا لحركة حماس للقاءات مسؤولين مصريين في القاهرة، وضم وفد الحركة إلى جانب محمود الزهار كلا من خليل الحية وعماد العلمي ونزار عوض الله.

## في سجن الاحتلال
أعتقله الاحتلال الإسرائيلي، لمدة ستة أشهر، عندما تعرّضت حركة المقاومة الإسلامية عام 1988م لأول وأكبر ضربة شاملة بعد ستة أشهر من تأسيسها.

## في سجن السلطة الفلسطينية
قضى بضعة شهور في سجون السلطة الفلسطينية، ضمن الهجمات الأولى من السلطة الفلسطينية على الحركة الإسلامية في فلسطين عام 1996، تعرض خلالها للتعذيب الشديد ونقل على إثرها إلى المستشفى وهو في حالة صحية حرجة.

## إبعاده لمرج الزهور
أبعد إلى مرج الزهور على الحدود اللبنانية الاسرائيليلة عام 1992، مع ثلة من قادة حماس، حيث قضى عاماً كاملاً في الإبعاد.

## محاولات اغتياله
تعرض لمحاولة اغتيال حوالي الساعة العاشرة والربع صباح يوم الأربعاء 10 سبتمبر 2003م إذ قامت طائرة إف 16 من سلاح الجو الإسرائيلي بقصف منزله في حي الرمال الجنوبي في مدينة غزة أدت لإصابته بجروح وإلى مقتل ابنه البكر خالد (1974 – 10 سبتمبر 2003)، وحارسه الشخصي، شحاتة يوسف الديري (28 عام)، حيث وصلا كأشلاء إلى مستشفى الشفاء بغزة.
يعتقد أن وزن القذيفة المستخدمة كان نصف طن ، وقد تم تدمير المنزل المكون من طابقين تدميرا كاملا. إلا أن الزهار كان يقف خارج المنزل في ذلك الوقت، مما أدى إلى إصابته بجروح فقط، وأصيبت زوجته أيضا بجراح بالغة. بلغ عدد الجرحى 20 شخصا آخرين وتضررت 10 مبان مجاورة أخرى منها مسجد.
وفي 15 يناير 2008م، قتل ابنه الثاني حسام (22 عاماً) والذي كان عضواً في كتائب عز الدين القسام ضمن 18 شخصاً وأكثر من خمسة وأربعين جريحاً في غارة إسرائيلية شرق غزة.
في 16 يوليو 2014م استهدفت طائرات الاحتلال منزله بعدة صواريخ أدى إلى تدميره بالكامل واستشهاد فتاة مارة في الشارع

### محاولة فتح لاغتياله
في 24 ديسمبر 2006 أقدمت مجموعة مسلحة من حركة فتح وللمرة الثالثة خلال أيام على إطلاق عدة قذائف من آر بي جي وإطلاق النار على منزله دون إصابته وكان يشغل وقتها منصب وزير الخارجية في الحكومة العاشرة.

## محاربته للفساد
في أثناء عمله بوزراة الخارجية عمل محمود الزهار على محاربة الفساد داخل الوزارة، فقام بتحويل وكيل الوزارة أحمد صبح إلى النائب العام للتحقيق معه وإيقافه عن العمل، وكذلك تحويل إبراهيم خريشة رئيس قطاع اللاجئين والمغتربين بالوزارة إلى التحقيق بتهم الفساد.

## الزعم الخاطئ للرئيس الإسرائيلي بأنه ألف "نهاية اليهود"
خلال مؤتمر ميونيخ للأمن في 17 فبراير 2024، نسب الرئيس الإسرائيلي إسحاق هرتسوغ خطأ مؤلف كتاب "نهاية اليهود" إلى محمود الزهار. تم التقاط هذه النسبة الخاطئة بسرعة وتم تقريرها من قبل وسائل الإعلام الإسرائيلية وصحيفة The New York Post، دون التحقق من الحقائق مبدئيًا. كشف توضيح لاحق من المكتبة الوطنية الإسرائيلية أن المؤلف الحقيقي للكتاب هو الكاتب المصري أبو الفداء محمد عارف، وليس الزهار.

## مؤلفاته
له عدة مؤلفات فكرية وسياسية وأدبية، منها:
- إشكالية مجتمعنا المعاصر: دراسة قرآنية.
- «لا مكان تحت الشمس»K رداً على كتاب لبنيامين نتنياهو.
- إشكاليات الخطاب الإسلامي المعاصر.
- رواية «على الرصيف».
- «المواجهة الإعلامية».
- «التدخين في قطاع غزة ويلاته ومآسيه» - (دراسة)
- ترجم كتاب «الحرب المقدسة» لوليام بايتن
- من الناحية الفنية فلقد قام بتأليف سيناريو فلم البطل "عماد عقل"
- رواية «العصف المأكول».

## عقوبات بحقه
في 14 نوفمبر 2023، أعلنت الولايات المتحدة الأمريكية وبريطانيا فرضهما عقوباتٍ على الزهار إلى جانب كُلٍ من يحيى السنوار وناصر أبو شريف وأكرم العجوري ومحمد الهندي، في أعقاب اندلاع عملية طوفان الأقصى في 7 أكتوبر 2023.

## لقاءاته علىقناة الجزيرة
- برنامج لقاء اليوم:
  1. محمود الزهار..التهدئة والوفاق الوطني، 31 مايو 2008م
  2. محمود الزهار.. الاتصالات بين فتح وحماس، 12 أغسطس 2007م
  3. محمود الزهار.. مواقف حماس الداخلية والخارجية، 9 نوفمبر 2006م
  4. محمود الزهار.. سياسة فلسطين الداخلية والخارجية، 27 أبريل 2006م
- برنامج مباشر مع:
  1. تبادل الأسرى بين حماس وإسرائيل على يوتيوب، 3 يوليو 2010
  2. المصادقة على تقريرغولدستون على يوتيوب، 16 أكتوبر 2009
  3. حول مفاوضات حماس مع مصر على يوتيوب 25 مارس 2016

## وصلات خارجية
- سيرته على الجزيرة نت
- برنامج بالعربي: مع د. محمود الزهار - قناة العربية
- نجاة محمود الزهار من غارة إسرائيلية لاغتياله - الجزيرة نت 2003